# Pulmonaire semblable
Pulmonaria affinis
Espèce
Classification APG III (2009)
La pulmonaire semblable (Pulmonaria affinis) est une espèce de plantes herbacées de la famille des Boraginaceae et du genre Pulmonaria. Comme d'autres espèces du même genre, on la reconnaît d'abord à ses feuilles vertes maculées de blanc et à ses petites fleurs en entonnoir, qui passent du rose au bleu à mesure qu'elles se développent. Assez localisée, on la rencontre dans les Pyrénées et le Massif central, plus rarement dans les Alpes méridionales, l'extrême limite septentrionale de son aire de répartition étant le sud du département de la Haute-Marne.

## Étymologie
Le genre Pulmonaria auquel elle appartient est appelé ainsi en raison des taches blanches marbrant ses feuilles, rappelant un poumon malade.

## Description
Les feuilles pubescentes sont marbrées de blanc. Celles de la base se développent en été, sont deux à quatre fois plus longues que larges et sont aiguës au sommet. Les limbes se situant le long de la tige sont ovales-aiguës, plus ou moins arrondies inférieurement. Les fruits mûrs sont gris.